# Cerkiew św. Mikołaja w Wapowcach
Cerkiew św. Mikołaja w Wapowcach – murowana parafialna cerkiew greckokatolicka.
Zbudowana w 1875, po wojnie przejęta przez kościół rzymskokatolicki. 
Parafia należała do greckokatolickiego dekanatu przemyskiego. Do 1860 należała do parafii w Łętowni, później funkcjonowała samodzielnie, z filialnymi cerkwiami w Bełwinie, Kuńkowcach i Łętowni.

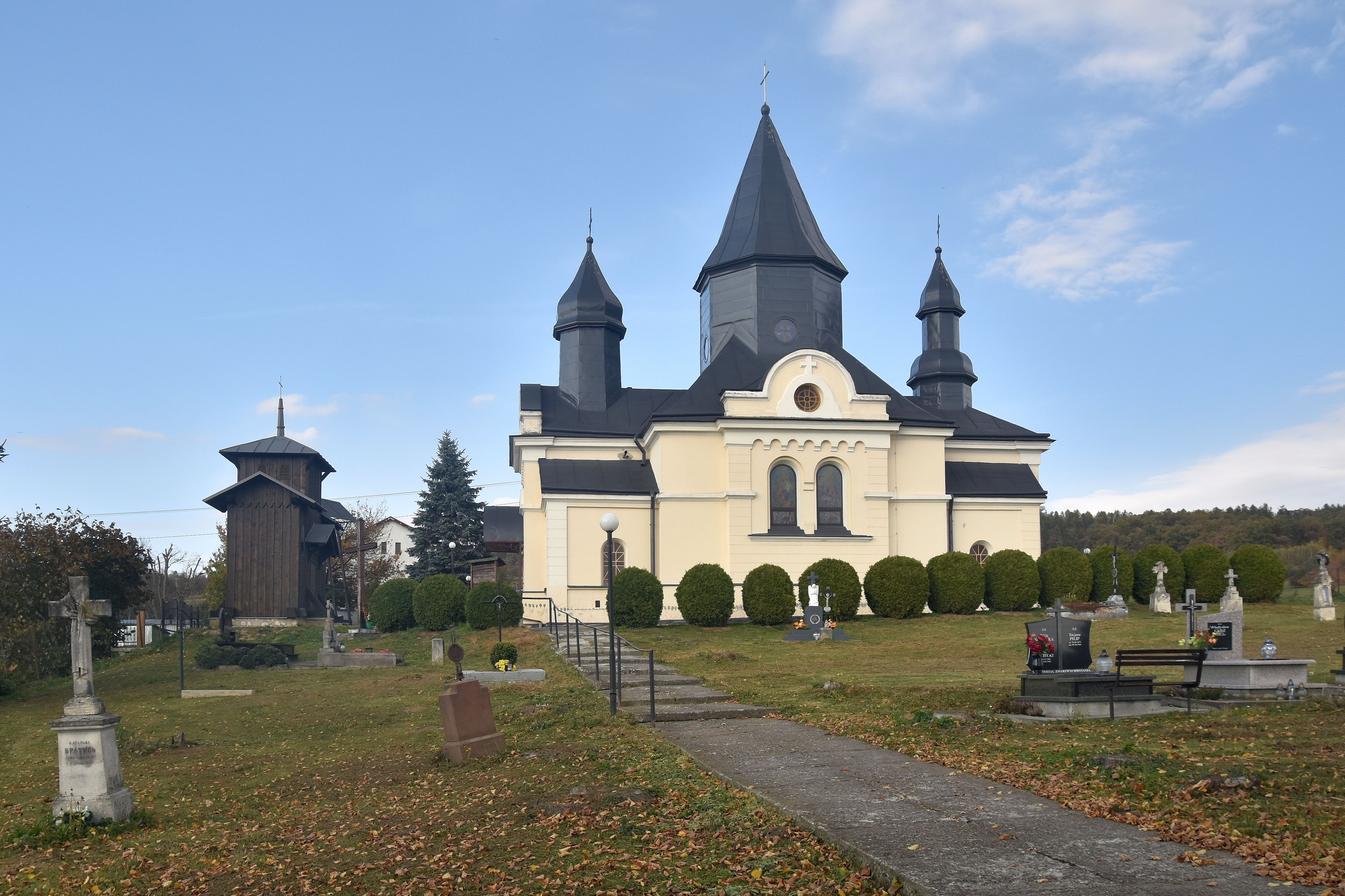
Elewacja południowa
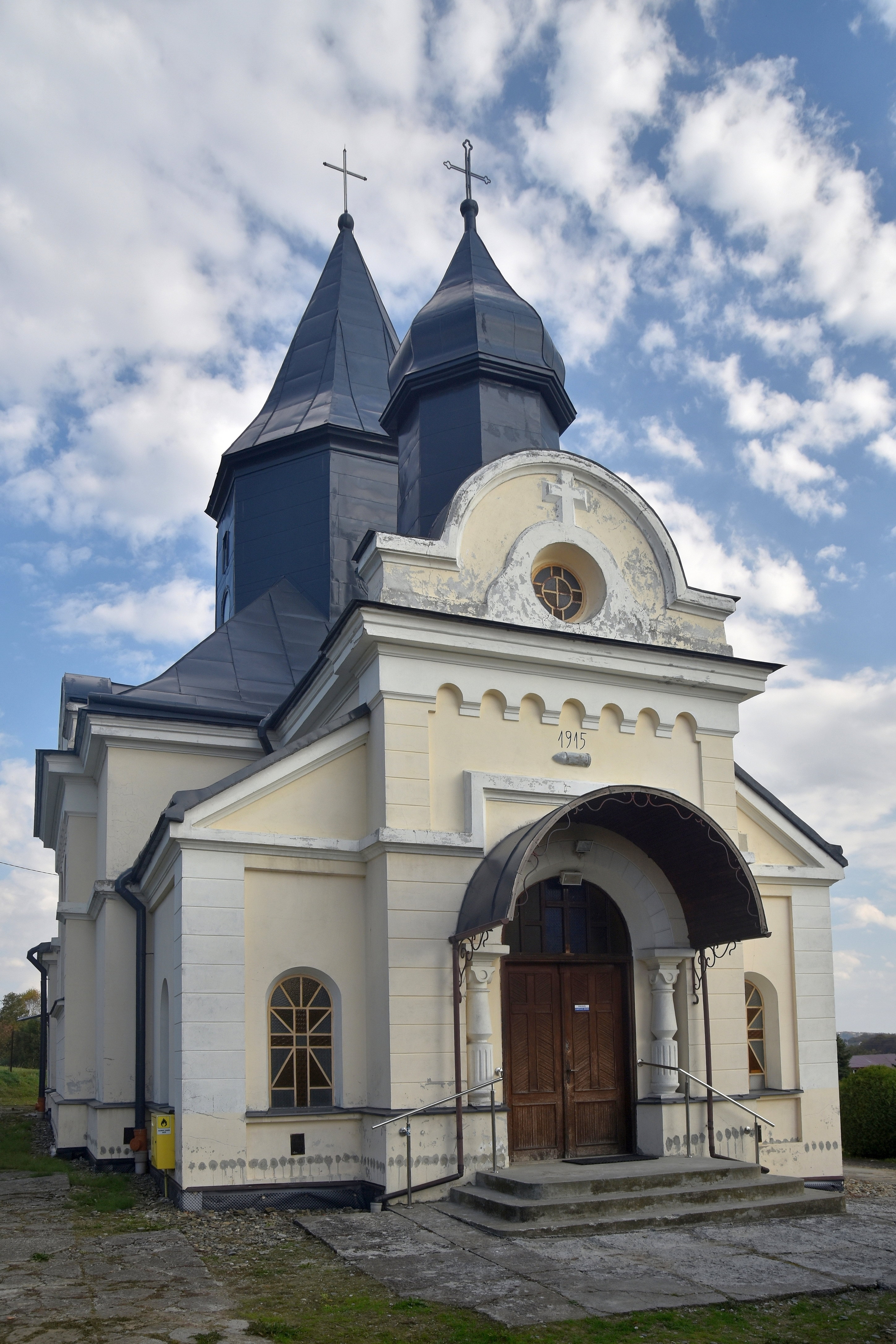
Elewacja frontowa
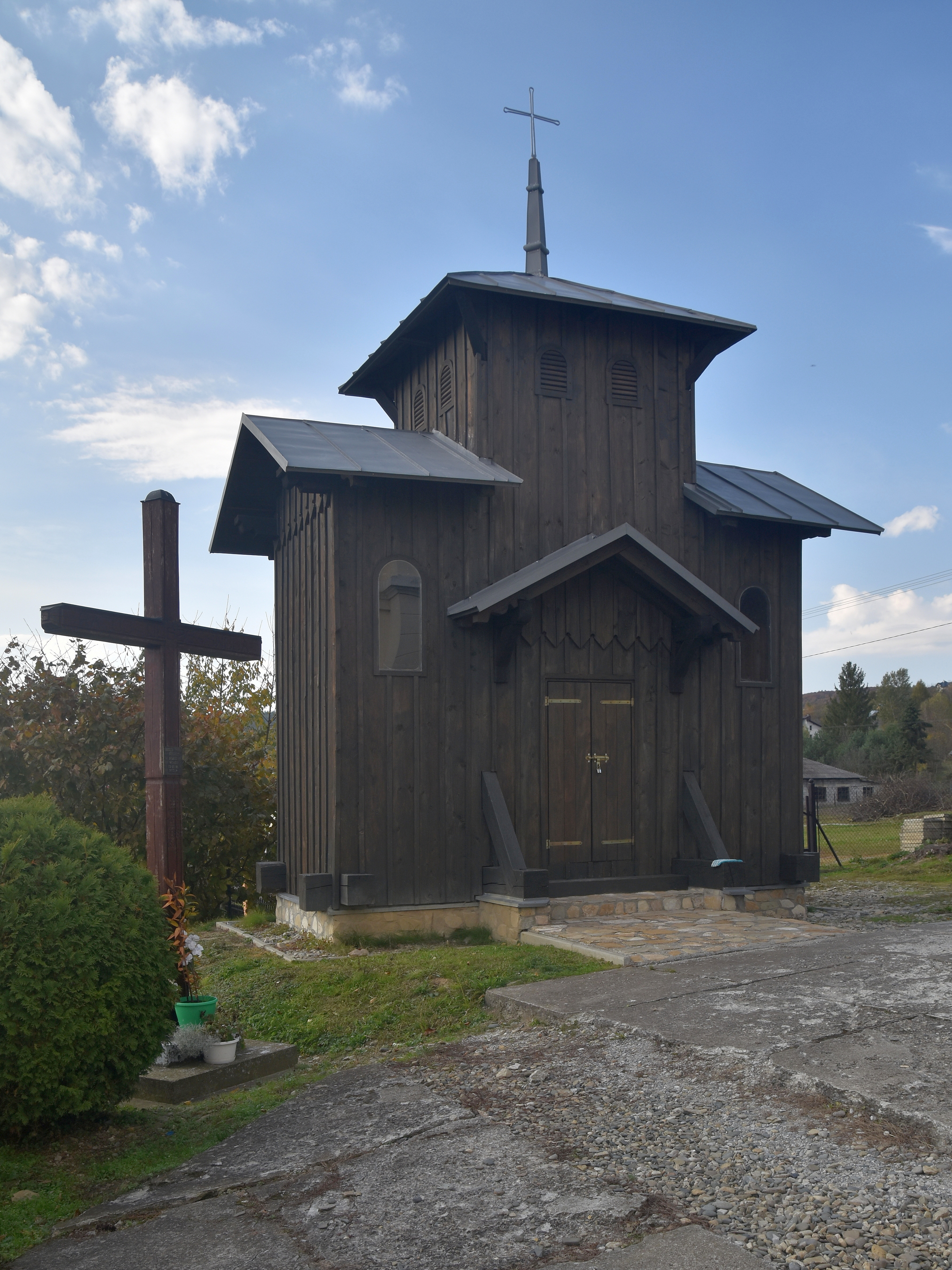
Dzwonnica